# Ролон, Раймундо
Райму́ндо Роло́н Вильяса́нти (исп. Raimundo Rolón Villasanti; 15 марта 1903 — 17 ноября 1981) — президент Парагвая в 1949 году. Пришёл к власти в результате военного переворота, смещён менее чем через месяц после этого.

## Биография
С ранних лет посвятил себя военной карьере. Он окончил Военную академию с отличной успеваемостью, и в 1926 году был произведён в лейтенанты. В 1929 году был зачислен во 2-й артиллерийский полк «Капитан Роа», в 1933 году, во время Чакской войны был произведён в подполковники. В феврале того же года вступил в должность главного операционного начальника Генерального штаба.
После войны, в 1939 году, был повышен до полковника, а в 1947 году, во время гражданской войны, получил звание бригадного генерала.
Несмотря на высокие принципы профессиональной лояльности, оказался втянут в интриги внутри Генерального штаба и из категории военных перешёл в категорию политиков. В 1941 году присоединился к оппозиционной группе под названием Националистическое Революционное движение, созданной Ихинио Мориньиго.
Перейдя на гражданскую службу, работал начальником полиции столицы, послом в Бразилии и контролёром таможни и портов.
В 1948 году был назначен министром обороны при президенте Фрутосе. Фрутоса сменил Хуан Наталисио Гонсалес, против которого созрел заговор военных. Среди лидеров этого заговора был Ролон.
После свержения президента Гонсалеса 30 января 1949 года занял должность президента, хотя, как считается, был против этой инициативы. Страна пребывала в состоянии турбулентности, вызванной длительными интригами между военными и политическими группировками. В итоге уже 26 февраля он был арестован и свергнут своими бывшими сподвижниками – Молас Лопесом и Федерико Чавесом.
Генерал Раймундо Ролон оставил богатое литературное наследие, посвященное военной истории Парагвая: «Генеральное сражение при Сентено-Гондра», «История Чакской войны» (в 2-х томах) и др.
Умер в Асунсьоне 17 ноября 1981 года. В честь него была названа одна из улиц столицы.